# Gilberto da Silva Melo
Gilberto da Silva Melo (25 d'abril de 1976) és un exfutbolista brasiler que actuava en la posició de lateral esquerre.
Va jugar en diversos equips del seu país i també ho va fer en tres clubs europeus (Inter de Milà, Hertha de Berlín i Tottenham Hotspurs). Amb la selecció nacional va disputar 35 partits i va integrar els combinats que participaren de les Copes del Món de 2006 i 2010.